# But fantôme
Le terme but fantôme est utilisé en football pour décrire une décision discutable d'accorder ou de refuser un but alors qu'il existe une incertitude sur le fait que la balle ait franchi intégralement la ligne de but. Ainsi, un but fantôme peut concerner un but accordé alors qu'il y a des doutes ou une controverse s'il a bien franchi la ligne de but ou à l'inverse un but refusé alors qu'il y a des doutes ou une controverse s'il n'a pas franchi la ligne de but. Le terme a aussi été employé pour un but accordé alors que le ballon est entré dans le but à travers le filet latéral (déchiré ou mal accroché au sol), donc sans avoir franchi la ligne de but.
Pour faciliter l'arbitrage de telles situations, des technologies sur la ligne de but ont été développées. À la suite des polémiques sur les buts fantômes de la Coupe du monde 2010 (but non accordé aux Anglais face aux Allemands en huitièmes de finale) et de l'Euro 2012, la FIFA a mis en œuvre une telle technologie lors de la Coupe du monde de 2014.

## Quelques buts fantôme célèbres
1966 — Le « but de Wembley » marqué par les Anglais contre les Allemands lors de la prolongation de la finale de la Coupe du monde de football de 1966 au stade de Wembley. Il fut inscrit à la 100e ou 101e minute par l'attaquant anglais Geoffrey Hurst. De par sa dramatique - un but en prolongation de finale de la Coupe du monde donnant la victoire à l'Angleterre - et par l'impossibilité, aujourd'hui encore, de démontrer ou d'infirmer que le ballon a franchi la ligne, il est souvent considéré comme le but le plus contesté de l'histoire du football et comme l'un des buts fantômes les plus célèbres.
2010 — En huitièmes de finale de la Coupe du monde en Afrique du Sud, les Anglais sont opposés aux Allemands. Alors que l'Allemagne mène 2 buts à 0, l'Angleterre réduit l'écart par Matthew Upson à la 37e minute. Une minute plus tard, le milieu anglais Frank Lampard, à l'entrée de la surface, frappe le ballon qui lobe Manuel Neuer, heurte la transversale, rebondit derrière la ligne de but, avant, avec l'effet, de retoucher de nouveau la transversale et d'être enfin saisi par le gardien. L'arbitre uruguayen Jorge Larrionda, après avoir consulté son arbitre assistant, refuse le but. Le tabloïd allemand Bild Zeitung parlera le lendemain de « vengeance » du but litigieux de la finale de 1966. Ce but fantôme relancera la question de l'arbitrage au moyen d'outils électroniques ou vidéo.
2012 — Dernier match de poule de l’Euro 2012, les Ukrainiens sont opposés aux Anglais. L'Angleterre mène 1 à 0 lorsqu'à la 63e minute, l'attaquant ukrainien Artem Milevskiy centre sur Marko Dević, qui d'un crochet élimine le défenseur anglais John Terry et frappe au but. Mais le gardien anglais Joe Hart touche le ballon, le ralentissant suffisamment pour que John Terry revienne sur sa ligne de but et le repousse d'un retourné. L'arbitre assistant, placé à hauteur de la ligne de but, indique à l'arbitre principal, le Hongrois Viktor Kassai, que le ballon ne l'a pas franchie. L'arbitre refuse donc le but. Les ralentis vidéo montreront clairement que le ballon était bien entré intégralement dans le but. L'Ukraine est battue 1 but à 0 et est éliminée de la compétition. 
2013 — En championnat d'Allemagne, Hoffenheim est opposé au Bayer Leverkusen. À la 70e minute, sur un corner pour le Bayer, Stefan Kiessling place le ballon de la tête dans le filet latéral à l'extérieur du but. Mais le filet étant troué à cet endroit, le ballon entre dans le but. L’arbitre valide le but. Leverkusen gagne le match, ce qui lui permet de prendre alors la tête du championnat. Ce but fantôme fait beaucoup parler dans les médias allemands. Stefan Kiessling se défendra après le match en expliquant que, sur le coup, il pensait l'action valable, même si curieusement, après « son but », il s'est pris la tête et n'a exprimé aucune joie. Le tribunal sportif de la fédération allemande rejettera la demande de rejouer le match formulée par Hoffenheim.
Helmer avait aussi marqué un but fantôme face à Nüremberg, en 1994, où il avait tiré à côté du but, mais le but avait été validé et le match s'était terminé sur le score de 2-1 pour le Bayern. Après appel de Nüremberg, le match avait finalement été rejoué et gagné sur le score de 5 à 0 par le Bayern Munich.

## Aide à l'arbitrage
Le but refusé lors du huitième de finale de la Coupe du monde 2010 va décider la FIFA à proposer une solution pour éviter les buts fantômes. Différentes technologies sur la ligne de but ont été développées depuis quelques années. La Premier League britannique en a testé une lors de sa saison 2013-2014. La FIFA, après des tests, choisit la technologie Goalcontrol, qui assiste les arbitres lors de tous les matchs de la Coupe du monde 2014 au Brésil. Quatorze caméras haute vitesse (sept par but) filment en permanence chacun des buts sous différents angles. Elles sont reliées à un ordinateur central qui modélise la scène en 3D et détermine quasi instantanément si le ballon a franchi intégralement la ligne de but ou non. Si c'est le cas, un signal est envoyé en moins d'une seconde sur une montre spéciale que porte l'arbitre principal. Cette technologie sert pour la première fois à l'occasion du match France - Honduras du groupe E de la Coupe du monde 2014, sur une tête de Karim Benzema détournée par le gardien hondurien Noel Valladares.  
Depuis 2008, l'International Football Association Board (IFAB), l'instance qui détermine et fait évoluer les règles du football, a également autorisé la présence d'arbitres additionnels derrière le but, qui peuvent signaler ou confirmer tout fait de jeu dont ils sont témoins à l'arbitre central, dont le franchissement de la ligne de but par le ballon.